# Jacek Bobrowicz
Jacek Bobrowicz (ur. 14 grudnia 1962 w Świeciu) – polski piłkarz grający na pozycji bramkarza.

## Reprezentacja Polski
| l.p. | Data           | Miejsce | Przeciwnik | Rezultat | Rozgrywki  | Grał   | Uwagi |
| ---- | -------------- | ------- | ---------- | -------- | ---------- | ------ | ----- |
| 1.   | 3 grudnia 1991 | Kair    | Egipt      | 0-4      | towarzyski | do 67' |       |